# 5492 Thoma
5492 Thoma è un asteroide della fascia principale. Scoperto nel 1971, presenta un'orbita caratterizzata da un semiasse maggiore pari a 2,7822332 UA e da un'eccentricità di 0,1387541, inclinata di 17,61012° rispetto all'eclittica.